# Giả Nghênh Xuân
Giả Nghênh Xuân (tiếng Trung: 賈迎春; bính âm: Jiǎ Yíngchūn) là nhân vật hư cấu trong tiểu thuyết Hồng Lâu Mộng của tác giả Tào Tuyết Cần. Trong tiểu thuyết, Giả Nghênh Xuân là con của ông cả Giả Xá và một nàng hầu, là em gái cùng cha khác mẹ của Giả Liễn, em chồng của Vương Hy Phượng, em họ của Giả Nguyên Xuân, em họ chồng của Lý Hoàn, chị họ của Giả Bảo Ngọc, Lâm Đại Ngọc. Nàng là cô hai trong Giả phủ tứ xuân và là một trong Kim Lăng thập nhị thoa chính sách.

## Số phận
Giả Nghênh Xuân là một tiểu thư xinh đẹp, phúc hậu.
Cô thứ nhất, người nở nang, tầm thước, nước da nõn nà, má đỏ hồng hào như quả vải tươi, mũi loáng như xoa mỡ, tính nết ôn hòa kín đáo, thoạt nhìn đã thấy mến.

Nhưng nàng lại có tính hiền lành, quá nhu nhược, rụt rè, không thích can dự vào công việc trong phủ, việc gì cũng thờ ơ không màng đến, lại hay e ngại, ngượng ngập. Những lúc có chuyện thường chỉ lấy sách ra đọc để thư thái. Nàng đọc rộng nhưng không có tài ngâm vịnh như Đại Ngọc, không sắc sảo khôn ngoan như Thám Xuân, cũng không có năng khiếu hội họa như Tích Xuân, vả lại thường không tự lo liệu được mọi thứ cho bản thân nên để mặc bọn a hoàn trong nhà tự tung tự tác, đến nỗi người dưới lén gọi là "cô hai gỗ".
Còn cô Hai thì gọi đùa là "cô hai gỗ", châm kim vào người cũng không biết "ái" lên một tiếng.

Sau này, Nghênh Xuân bị Giả Xá gả cho Tôn Thiệu Tổ - một võ quan. Đó là bi kịch đời nàng. Tôn Thiệu Tổ tuy mặt mũi ngôi ngô tuấn tú nhưng lại vũ phu, độc ác, vô nhân cách, ăn chơi đàng điếm. Ở nhà nàng vốn đã nhu nhược mềm yếu, nay bị gả cho "giống sói Trung Sơn" nên Nghênh Xuân sớm trở thành nạn nhân. Bị nhà họ Tôn bạo hành, đánh đập, hắt hủi, ăn không đủ no, mặc không đủ ấm, ốm đau không thuốc, chưa đầy một năm Nghênh Xuân đã sớm qua đời.

### Chính sách đề vịnh chi lục
| 正冊題詠之六 子系中山狼， 得志便猖狂； 金閨花柳質， 一載赴黃粱。 | Chính sách đề vịnh chi lục Tử hệ Trung sơn lang, Đắc chí tiện xương cuồng; Kim khuê hoa liễu chất, Nhất tái phó hoàng lương. | Đề cuốn sách chính bài 6 (dịch: Nhóm Vũ Bội hoàng) Rõ ràng giống sói Trung Sơn, Gặp khi đắc ý ngông cuồng lắm thay. Làm cho hoa liễu thân này, Hoàng lương giấc mộng mới đầy một năm. |

### Hồng Lâu Mộng khúc
| 喜冤家 中山狼， 無情獸。 全不念當日根由。 一味的，嬌奢淫蕩貪歡媾。 覷著那，侯門艷質同蒲柳； L作賤的，公府千金似下流。 嘆芳魂艷魄， 一載蕩悠悠。 | Hỉ oan gia Trung sơn lang, Vô tình thú. Toàn bất niệm đương nhật căn do. Nhất vị đích, kiều xa dâm đãng tham hoan cấu. Thứ trước na, hầu môn diễm chất đồng bồ liễu; Tác tiện đích, công phủ thiên kim tự hạ lưu. Thán phương hồn diễm phách, Nhất tái đãng du du. | Gặp oan gia không đáng mừng lại mừng Người đâu hung ác lạ lùng Khác gì giống sói ở vung Trung San Bấy lâu tình ái quên tràn Kiêu dâm chỉ việc mê man tháng ngày Cửa hầu bồ liễu thơ ngây Thân ngàn vàng nỡ đoạ đày cho đang, Một năm duyên đã bẽ bàng Hồn thơm phách đẹp, suối vàng xa chơi. |

### Câu đố cái bàn tính
Trời chuyển, người xoay, lý chẳng cùng,
Người xoay trời đứng cũng không xong,
Tại vì tính toán quanh co mãi,
Mà số âm dương vẫn chửa thông!
(hồi 22 - Nghe câu hát, Bảo Ngọc hiểu đạo thiền; Đánh đố thơ, Giả Chính lo lời sấm)

## Trên màn ảnh
- Kim Lợi Lợi thủ vai Giả Nghênh Xuân trong Hồng Lâu Mộng (phim truyền hình 1987), đạo diễn Vương Phù Lâm